# Fii cuminte, Cristofor!
Fii cuminte, Cristofor! este o piesă de teatru de Aurel Baranga, o comedie burlească în 3 acte.

## Prezentare
Cristofor Bellea este un compozitor plin de sine care se îndrăgostește de Anca, soția actriță a prietenului său Valeriu, un profesor timid.  Cristofor cade în plasa farselor pe care le pune la cale, regretând în final rătăcirile sale sentimentale.

## Personaje
- compozitorul Cristofor Bellea
- Emma Bellea, soția lui Cristofor
- profesorul Valeriu Stambuliu
- Anca Stambuliu, soția lui Valeriu; Anca seamănă „ca două picături de apă” cu Emma
- Victoria Sava, secretara lui Cristofor

## Reprezentații
- 1964 - Teatrul din Galați, regia Traian Ghițescu-Ciurea, cu Septimiu Pop ca Valeriu Stambuliu, Tanți Romee ca Victoria Sava, Viorel Popescu ca  Cristofor Bellea, Florica Cercel ca Emma Bellea și Anca Stambuliu[4]

## Teatru radiofonic
- Fii cuminte, Cristofor! cu Radu Beligan ca Cristofor, Marcela Rusu, Marcel Anghelescu, Eugenia Popovici

## Ecranizări
- 1967 - Fii cuminte, Cristofor! - regia Valeriu Moisescu, cu Beate Fredanov ca secretara Victoria Sava, Marcela Rusu ca profesoara Emma Bellea, Octavian Cotescu ca Cristofor Bellea.[5]
- Teatru TV - regia Diana Lupescu, cu Ada Navrot, Tania Popa, Ion Grosu, Cristian Nicolaie; prezentator - Radu Beligan; o producție TVR[6]